# Гегеншрайбер
Гегеншрайбер — посадова особа у середні віки у гірничих роботах певного регіону, чи рудного району.
Наводимо уривок з праці Георга Агріколи De Re Metallica (1556 р.), який саме присвячений опису гірничих посад часів пізнього Середньовіччя:
| Гегеншрайбер – діловод по паях – записує в особливу книгу співвласників кожного гірничого підприємства, яких йому вказує перший відкривач рудної жили, і в кожному окремому випадку вносить до неї пай нових власників на місце тих, хто передав їм свої паї. У силу цього виходить, що іноді власниками одного якогось паю виявляються 20 і більше осіб. Якщо той, хто продав свої паї відсутній і не надіслав бергшрайберу відповідної заяви за своєю печаткою або, ще краще, за печаткою бургомістра того міста, в якому він в даний час проживає, ім'я іншої особи на його місце в даній книзі не вноситься; якщо б гегеншрайбер допустив у даному випадку помилку, закон змушує його відновити старого власника в його правах. Здобувачу паю гегеншрайбер виписує відповідну довідку, що служить посвідченням у володінні. Коли ж чотири рази протягом року представляються тримісячні звіти, гегеншрайбер вказує управителю кожного гірничого підприємства його нових пайовиків, щоб той знав, від кого йому відтепер вимагати внески і між якими особами розподіляти прибуток підприємства. За цю роботу гегеншрайбер отримує відповідну плату від управителів гірничих підприємств. |